# Josef Černý (politik KSČ)
Josef Černý (22. ledna 1897 [???] – ???) byl český a československý politik Komunistické strany Československa a poúnorový poslanec Národního shromáždění ČSR a Národního shromáždění ČSSR.

## Biografie
Po volbách roku 1954 byl zvolen do Národního shromáždění za KSČ ve volebním obvodu Příbram-Hořovice. Mandát nabyl až dodatečně v březnu 1959 jako náhradník poté, co rezignoval poslanec Josef Šustr. Mandát obhájil ve volbách v roce 1960 (nyní již jako poslanec Národního shromáždění ČSSR za Středočeský kraj). V parlamentu setrval do konce funkčního období, tedy do voleb roku 1964.